# Batajsk
Batajsk (ros. Батайск) – miasto w europejskiej części Rosji, w obwodzie rostowskim. Około 127,9 tys. mieszkańców.
Latem 1942 r. miała tu miejsce pięciodniowa bitwa pomiędzy III Rzeszą a ZSRR, zakończona zwycięstwem Niemców.

W mieście rozwinął się przemysł spożywczy, materiałów budowlanych, obuwniczy oraz kolejowy.

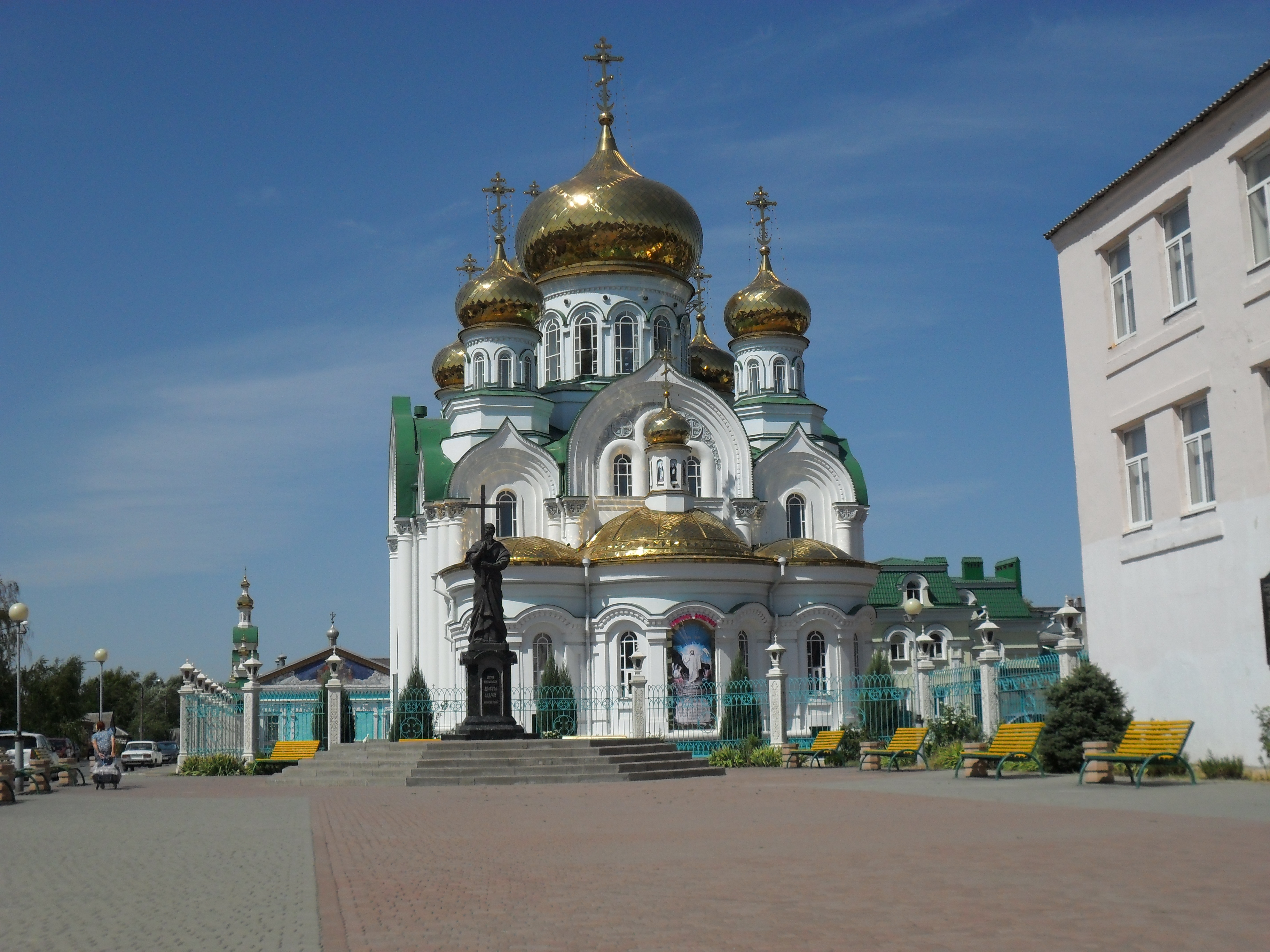
Cerkiew św. Trójcy w Batajsku (2012 r.)
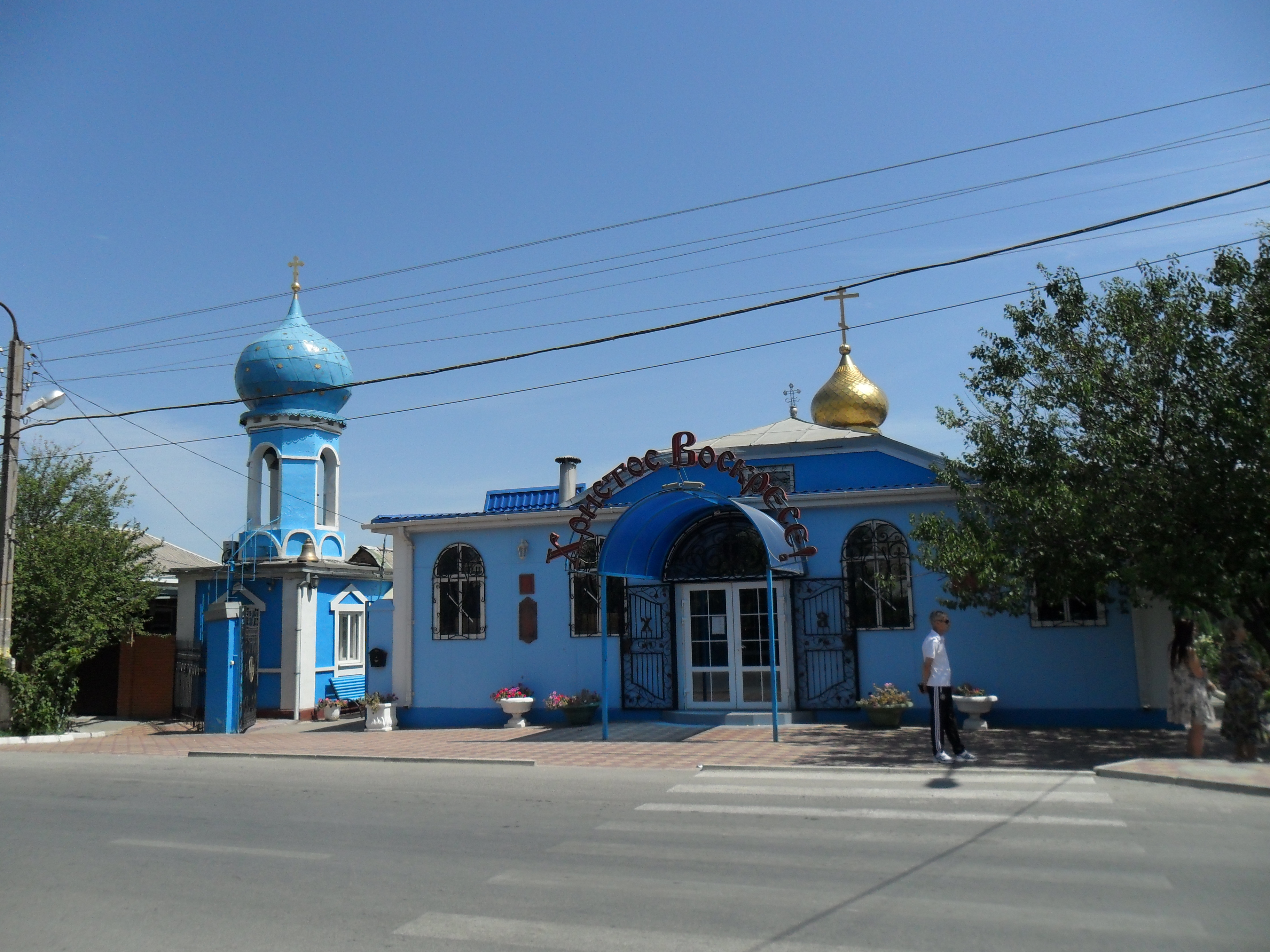
Cerkiew Opieki Świętej w Batajsku (2012 r.)
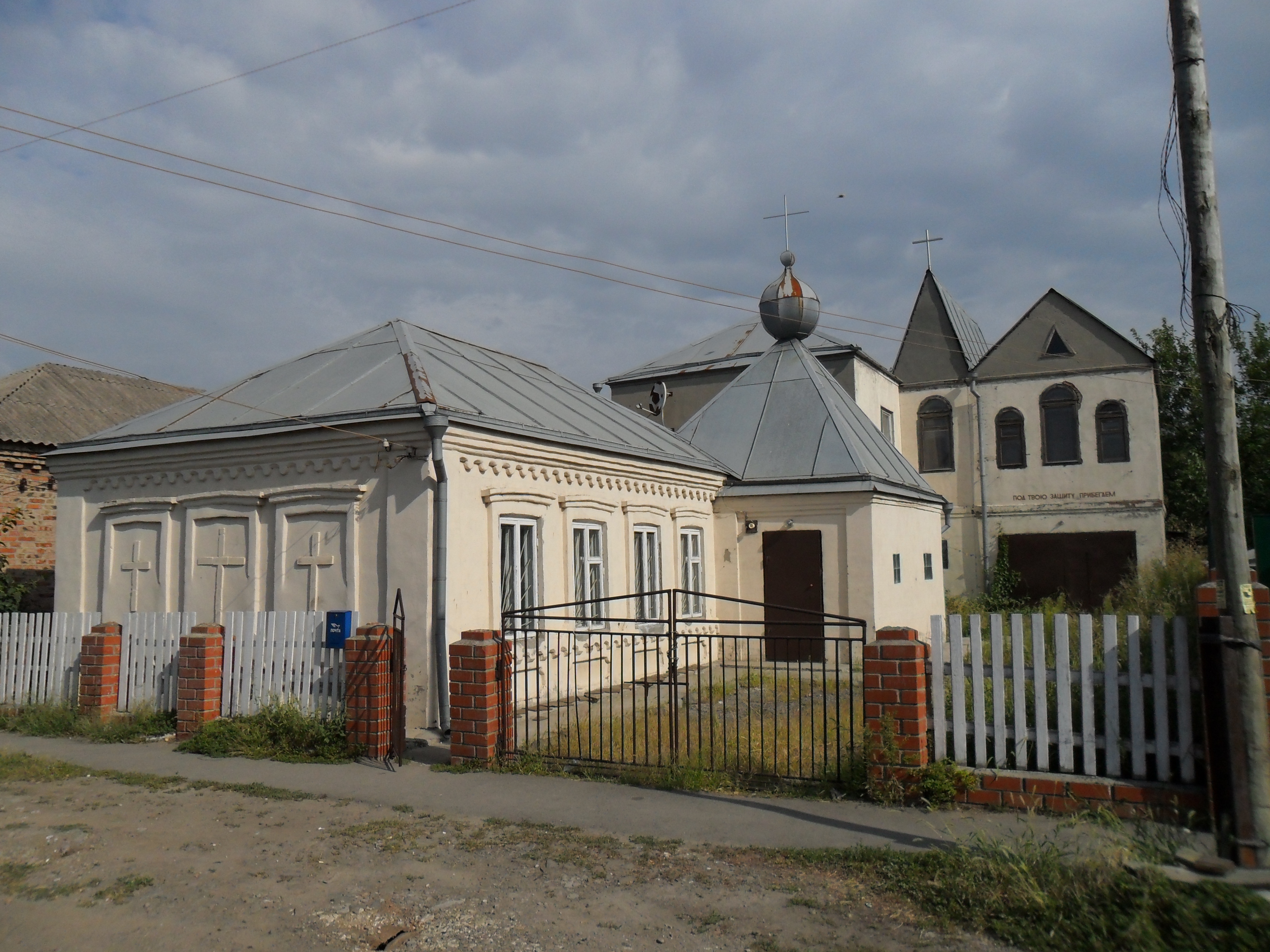
Rzymsko-katolicki kościół w Batajsku (2012 r.)